# Trehörningen (Högsjö socken, Ångermanland)
Trehörningen är en sjö i Härnösands kommun i Ångermanland och ingår i Ångermanälven-Gådeåns kustområde. Sjön har en area på 0,114 kvadratkilometer och ligger 166,4 meter över havet.

## Delavrinningsområde
Trehörningen ingår i det delavrinningsområde (696432-159626) som SMHI kallar för Utloppet av Trehörningen. Medelhöjden är 182 meter över havet och ytan är 0,73 kvadratkilometer. Det finns inga avrinningsområden uppströms utan avrinningsområdet är högsta punkten. Vattendraget som avvattnar avrinningsområdet har biflödesordning 2, vilket innebär att vattnet flödar genom totalt 2 vattendrag innan det når havet efter 19 kilometer. Avrinningsområdet består mestadels av skog (85 procent). Avrinningsområdet har 0,11 kvadratkilometer vattenytor vilket ger det en sjöprocent på 15,8 procent.